# Casal Cerdanyà
El Casal Cerdanyà era un edifici del municipi de Moià (Moianès) inclòs l'Inventari del Patrimoni Arquitectònic de Catalunya i enderrocat l'any 2000.

## Descripció
Es tractava d'un casal rectangular amb coberta a doble vessant que ocupava la cruïlla entre el carrer Sant Josep i el carrer de la Coma. Un gran portal adovellat centrava la façana pràcticament simètrica: als baixos dues finestres per banda, tres balcons amb la base de pedra i baranes de ferro al primer pis i tres finestres al pis superior. Totes les obertures eren adovellades i el ràfec era de fusta. El mur lateral havia perdut l'arrebossat; als baixos petites finestres adovellades amb reixes de ferro, al primer pis dos balcons i dues finestres, al pis superior galeria de quatre arcs.

## Història
Aquest casal havia tingut múltiples utilitats. Havia funcionat com a fàbrica amb telers de mà, havia estat seu del jutjat comarcal en temps de Ferran VII i Maria Cristina, va ser utilitzat com a presó i des del 1807 hi va haver una fàbrica d'electricitat anomenada La Central, per il·luminar el poble. La llinda del portal d'entrada porta la data de 1834; de totes maneres l'estructura del casal sembla anterior. L'any 2000 va ser enderrocat.